# 25053 Matthewknight
25053 Matthewknight este un asteroid din centura principală de asteroizi.

## Descriere
25053 Matthewknight este un asteroid din centura principală de asteroizi. A fost descoperit pe 27 august 1998 la Stația Anderson Mesa în cadrul programului LONEOS. Asteroidul prezintă o orbită caracterizată de o semiaxă mare de 2,99 ua, o excentricitate de 0,07 și o înclinație de 9,0° în raport cu ecliptica.